# Caio Fúfio Gêmino (cônsul em 29)
Caio Fúfio Gêmino (em latim: Gaius Fufius Geminus; 31) foi um senador romano eleito cônsul em 29 com Lúcio Rubélio Gêmino.

## Carreira

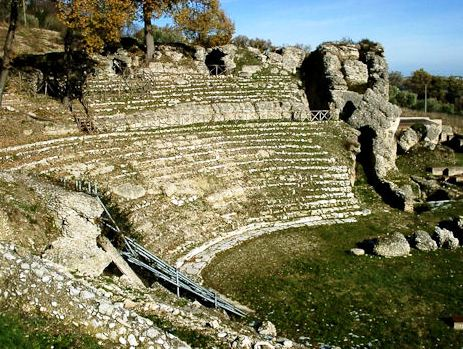
Teatro romano de Urbs Salvia, construído por Fúfio Gêmino.

Gêmino era oriundo da colônia de Urbs Salvia e sua carreira é conhecida por causa de um fragmento de uma inscrição encontrada em 1955 durante as escavações do teatro construído por ele na cidade em 23. Sua consagração se deu em 29, quando atingiu o cargo máximo de cônsul.
Porém, dois anos depois, foi condenado por crime de lesa majestade depois de interromper as orações sagradas do imperador Tibério e foi condenado à morte. Sua esposa se suicidou.

## Urbs Salvia
Na inscrição, Fúfio Gêmino é definido como pai da colônia (pater coloniae) e pretor, o que pôs em dúvida a consenso entre os estudiosos de que ele teria sido o fundador de Urbs Salvia, pois a existência de uma magistratura sofisticada como a de pretor na cidade indica uma fundação anterior ao século I. Por afinidade com outras colônias governadas por pretores (como Áuximo fundada em 157 a.C., e Potência, em 184 a.C.) e com base em achados recentes na região do fórum, atualmente são muitos os arqueólogos que datam a fundação de Urbs Salvia no século II a.C..
A boa sorte de Fúfio Gêmino, porém, não se devia unicamente à sua capacidade: sua família devia a sua boa situação no início do século I ao avô de Fúfio, de mesmo nome, que foi legado em Ilírico durante a guerra civil entre Marco Antônio e Otaviano. Aliando-se a Otaviano, Fúfio (avô) comandou a ala esquerda da frota otaviana na Batalha de Ácio (31 a.C.). Vitorioso, Otaviano, já chamado de Augusto, não se esqueceu de seus antigos aliados. A partir daí, Urbs Salvia, provavelmente assentada com veteranos de Ácio, passou por um período de esplendor e de novas construções monumentais, entre elas o templo-criptopórtico dedicado ao culto imperial, como revela, entre outras coisas, a cena relativa à deposição das armas no ciclo de afrescos no estilo pompeiano (III) ainda hoje visível nas paredes do criptopórtico.